# Romanivka, Radehiv
Romanivka (în ucraineană Романівка) este un sat în comuna Smorjiv din raionul Radehiv, regiunea Liov, Ucraina.

## Demografie
Componența lingvistică a localității Romanivka
     Ucraineană (100%)
Conform recensământului din 2001, toată populația localității Romanivka era vorbitoare de ucraineană (100%).